# Звонимир Вукич
Звоними́р Ву́кич (серб. Zvonimir Vukić, нар. 19 липня 1979, Зренянин) — сербський футболіст, півзахисник.

## Клубна кар'єра
У дорослому футболі дебютував 1996 року виступами за «Пролетер», в якому провів два сезони, взявши участь у 44 матчах чемпіонату.
Протягом 1998–1999 років захищав кольори дублюючої команди клубу «Атлетіко» Б і, не пробившись до основної команди, в кінці 1999 року повернувся на батьківщину в столичний «Партизан». Відіграв за белградську команду наступні три з половиною сезони своєї ігрової кар'єри. Більшість часу, проведеного у складі «Партизана», був основним гравцем команди. У складі «Партизана» був одним з головних бомбардирів команди, маючи середню результативність на рівні 0,52 голу за гру першості.
Своєю грою за белградську команду привернув увагу представників тренерського штабу «Шахтаря», до складу якого приєднався в червні 2003 року за 4,27 млн євро, підписавши контракт на 5 років. Протягом виступів за «гірняків» двічі виборював титул чемпіона України та став володарем Суперкубка України.
Поступово серб втратив місце в основі команди, і для набрання ігрової форми для потрапляння у склад збірної на ЧС-2006 Вукич влітку 2005 року був відправлений в оренду до «Портсмута», а потім «Партизана».
Влітку 2006 року Звонимир повернувся з оренди в Україну і провів ще два сезони за «Шахтар», проте за два роки вийшов на поле в матчах чемпіонату лише 17 разів і забив два голи.
Влітку 2008 року перейшов у «Москву», за яку виступав до моменту її розформування, після чого деякий час був безробітним.
До складу «Партизана», втретє в своїй кар'єрі, приєднався 31 січня 2011 року. Відіграв за белградську команду 34 матчі в національному чемпіонаті, в якиї 16 разів відзначався голами.
2013 року перебрався до Греції, уклавши контракт з місцевим ПАОКом. За рік став гравцем іншого грецького клубу, «Верії». До «Верії» прийшов як вільний агент, уклавши 7 вересня 2014 року однорічний контракт. Проте вже в лютому 2015 гравець і клуб розірвали угоду за обопільною згодою. 

## Виступи за збірну
12 лютого 2003 року дебютував в офіційних матчах у складі національної збірної Сербії і Чорногорії в грі проти збірної Азербайджану.
У серпні 2005 року разом зі збірною він взяв участь в третьому турнірі пам'яті Валерія Лобановського. У півфіналі Сербія і Чорногорія програла збірній Польщі з рахунком 2-3, а в матчі за 3-тє місце — збірній України з рахунком 1-2. Вукич зіграв в обох матчах.
Разом зі збірною взяв участь у чемпіонаті світу 2006 року, на якому збірна програла всі три матчі у групі, а Вукич лише одного разу вийшов на заміну в матчі проти збірної Аргентини, що завершився нищівною поразкою балканців з рахунком 0-6. Після розпуску збірної після чемпіонату світу за жодну іншу національну команду більше не грав. Всього за три роки провів у формі головної команди країни 26 матчів, забивши 6 голів.

## Титули та досягнення

### Командні
- Чемпіон України (2):

«Шахтар» (Донецьк): 2004-05, 2007-08
- Чемпіон Югославії (2):

«Партизан»: 2001-02, 2002-03
- Чемпіон Сербії (2):

«Партизан»: 2010-11, 2011-12
- Володар Кубка Югославії (1):

«Партизан»: 2000-01
- Володар Кубка України (1):

«Шахтар» (Донецьк): 2003-04
- Володар Кубка Сербії (1):

«Партизан»: 2001-11
- Володар Суперкубка України (1):

«Шахтар» (Донецьк): 2005

### Особисті
- Найкращий бомбардир чемпіонату Сербії і Чорногорії: 2002-03 (22 голи)